# Белорусско-польская администрация Минска
Белорусско-польская администрация Минска — переходный период в истории Минска во время Первой мировой войны, который продолжался несколько дней, начиная от эвакуации советских сил 19 февраля 1918 года до передачи власти немецкой администрации 21 февраля. В этот период проявили активность польские и белорусские добровольные военизированные формирования, а на здании государственной администрации Минска впервые появился бело-красно-белый флаг как флаг белорусского государства.

## Исторический контекст
После Октябрьской революции в России, с ноября 1917 года Минск являлся административным центром большевистского Областного исполнительного комитета Западной области и фронта (Облиспкомзап). Это было государственное образование, созданное большевиками-военными из-за пределов Белоруссии под управлением Александра Мясникова. Среди людей, которые привели к созданию этих структур, не было местного гражданского населения, а в руководстве — ни одного белоруса. Одновременно в городе образовывались и действовали другие политические и национальные движения, которые стремились к приобретению власти — прежде всего белорусские и польские.
В декабре 1917 года в Минске состоялся Первый Всебелорусский съезд, в ходе которого представители белорусских организаций собирались принять решения относительно будущего края. Несмотря на легальность с точки зрения большевистских властей, съезд был разогнан войсками, подчинёнными Облисполкомзапу. Однако он успел принять, между прочим, решение о создании российских военных отрядов с помощью Центрального Белорусского Военного Совета (ЦБВС) под руководством пор. Константина Езовитова. Был сформирован также Совет Всебелорусского съезда, который объявил себя исполнительным органом и брал на себя право репрезентации белорусского движения. Совету подчинялся ряд белорусских организаций, в том числе ЦБВС. Однако Совет не имел реальной власти и действовал в оппозиции к Облисполкомзапу, держащему Минск под контролем. На стыке января-февраля 1918 года ЦБВС был распущен большевиками, а его руководство арестовано.
Параллельно с белорусскими в Минске развивались организации и структуры, связанные с польским движением. В мае 1917 года был создан Польский совет минской земли (ПСМЗ), который сплотил различные польские организации Минщины и имел задачу выполнять роль органа самоуправления польской общины. Издавал журнал Wieś i Zaścianek. Сначала Совет поддерживал национальные стремления белорусов, высказывался за автономную Белоруссию в составе демократической Российской республики, требуя одновременно гарантий прав польского меньшинства. После Октябрьской революции ПСМЗ признал большевиков главной угрозой и, не видя шансов для создания независимого белорусского государства, стал высказываться за включение Минщины в состав Польши. Одновременно здесь действовали польские отряды и организации военного характера. Летом 1917 года был создан I Польский корпус, который на стыке 1917 и 1918 годов насчитывал в Белоруссии до 50 тысяч солдат. В Минске с октября 1917 до января 1918 работала созданная жителями милитаристская Польская гражданская стража. После разоружения её большевиками ПСМЗ решил продолжать обучение её участников в подполье. В городе действовала также Польская военная организация (ПВО).
9 февраля 1918 года центральные державы, противостоящие России в I мировой войне, выдали большевикам ультиматум, требуя срочного подписания мира на их условиях. Большевики ультиматум отвергли, в результате чего 18 февраля Германия и Австро-Венгрия начали против них наступление, быстро продвигаясь на восток. Вечером того же дня они уже были в Молодечно, в 65 км от Минска. Стало ясно, что немцы достигнут города в течение нескольких дней.

## Ход событий

### Эвакуация большевиков
После того, как новость о начале немецкого наступления дошла до большевиков, они начали принимать меры к защите Минска. Исполнительный комитет Совета Народных Комиссаров Западного фронта, который имел власть в городе, заявил, что будет защищать и охранять целость и безопасность народной власти. Большевистские войска были, однако, деморализованы из-за демобилизации и пацифистской агитации, а их руководители не были способны изменить ситуацию. В таких условиях на заседании в ночь с 18 на 19 февраля Совет Народных Комиссаров принял постановление не давать отпор и эвакуироваться в Смоленск. Особые трудности с отходом имели большевистские комиссары, которых ещё около полудня минские железнодорожники решили не выпускать из города.
Уход большевиков напомнил жителям Минска возвращение царской армии в 1915 году, что особенно пугало военных беженцев. С другой стороны боялись большевистских отрядов, которые, идя на восток, жгли и грабили населенные пункты, находящиеся на их пути (так случилось между прочим с Койданово — современным Дзержинском). Появилась сплетня, будто бы к городу приближаются голодные, дикие и беспорядочные группы большевистских солдат, побеждённых I Польским корпусом под Осиповичами. Особые опасения высказывали поляки, которые жили в Минске, убеждённые, что большевики рассматривают их как потенциальных врагов. Поляки боялись мести с их стороны за поражение в борьбе с I Польским корпусом. В ночь с 18 на 19 февраля польские разведчики добыли требование главы Западного фронта Александра Мясникова, который призывал к борьбе с противниками революционной власти. 19 февраля глава минского гарнизона Лысаков издал своё последнее требование, которое призывало к окончательной расправе с поляками.

### Подготовка белорусов и поляков
19 февраля около полудня до шести заключённых членов ЦБВС дошла новость о немцах, что приближались к Минску. Пользуясь общим хаосом, они сбежали из сторожки, в которой были заключены, после чего около 14 часов встретились в доме А. Левицкого. Часом позже началось чрезвычайное заседание Исполнительного комитета ЦБВС. Его участники приняли решение о попытке обретения контроля над городом и передачи власти Совету Всебелорусского собрания. Константин Езовитов, руководитель ЦБВС, был назначен белорусским комендантом города.
Независимо от белорусов к действию готовились и поляки. В 16 часов у сапожника Доброщица встретились польские военные деятели, связанные с ПВО и I Польским корпусом. Сначала это была группа из 4 лиц, в числе которых был капитан Игнатий Матушевский, до 19 часа количество её членов увеличилось до семи человек. Они приняли решение провести наступательную акцию против большевиков. На должность польского коменданта города был назначен Игнатий Матушевский, который подписывал требования псевдонимом Топур.
Для белорусских национальных деятелей «освобождение Минска» имело особое значение, потому что он считался главным политическим центром края и планируемым местом нахождения правительства их будущей республики. Поляки в свою очередь считали большевистскую власть угрозой. Однако на взгляд польского историка Дарьюша Тарасюка, эти акции могли быть проведены в основном в пропагандистских целях. Поощряла их дезорганизация большевиков и факт, что в то время в городе не было фактически никакой власти. Количественное преобладание большевиков над белорусскими и польскими военными отрядами было, однако, довольно большим. Большевики имели в Минске около 13 тысяч хорошо вооружённых солдат, хотя большинство из них находилось на железнодорожных вокзалах и было занято бегством, а вторую часть составляли группы дезориентированных лиц и дезертиров. Поляки, наиболее вероятно, насчитывали 343 военнослужащих, вооружённых 27 пулемётами, хотя в менее авторитетных источниках встречались цифры от нескольких десятков до 1600. Белорусы могли воспользоваться быстро сформированными группами военных и профсоюзников, среди которых были также железнодорожники и телеграфисты. Вторым фактором риска для поляков было то, что акция не была согласована с главой I Польского корпуса генералом Юзефом Довбор-Мусницким.

### Военные действия 19 февраля
В 21 час на улицах Минска появились первые белорусские и польские отряды, которые действовали независимо друг от друга. Их первой целью было обретение оружия путём разоружения присутствующих в городе большевиков. Те, несмотря на значительное численное превосходство, давали небольшой отпор разоружавшим их солдатам. По Мельхиору Ваньковичу, произошёл случай, когда 5 поляков разоружили отряд из 150 большевиков. В 21:00 поляки заняли склад оружия на Скобелевской улице, что позволило вооружить 200 польских добровольцев. Скоро в руки белорусов и поляков попало значительное количество оружия. Происходили лишь небольшие стычки и перестрелки, а реальный отпор дали только около 100 красногвардейцев. К белорусским и польским формированиям начали массово присоединяться новые добровольцы. Поляки начали ставить посты в основных точках города, организовали также малые, но мобильные патрули. Их быстрое перемещение имело задачу создать впечатление, что в город прибыли многочисленные польские войска. Одновременно, с целью испугать врага, распространяли сплетни о входе в Минск отрядов I Польского корпуса. В это же время белорусы около 21:15 заняли арсенал на Московской улице, в 21:20 — Дом губернатора, а в 21:25 ворвались через главный вход в отель «Европа», где находилась штаб-квартира большевистского Исполнительного комитета Западной области, ЧК и штаб-квартира Красной гвардии. Из здания через заднюю дверь сбежал Карл Ландер и другие коммунистические деятели высокого уровня. Белорусы сделали ещё одну попытку захватить их на железнодорожной станции с помощью железнодорожников; наконец пытались взорвать занятый ими поезд, в результате чего два вагона провалились, а вагон Карла Ландера сошел с рельсов. Блокирование железнодорожной линии, однако, привело к тому, что на станциях начали собираться всё большее количество большевистских военных единиц, которые возвращались с фронта и входили в Минск. Появилась угроза, что солдаты в отчаянии могут оставить транспорт и выйти в город или обстрелять станцию с помощью артиллерии и пулемётов. Поэтому железнодорожники после полуночи разблокировали рельсы, а большевистские комиссары смогли эвакуироваться из города на восток. В 22 часа белорусы собрали большинство своих сил в окрестностях Соборной площади (ныне площадь Свободы) и послали в город машины с патрулями, которые информировали жителей о захвате власти Исполнительным комитетом Совета Всебелорусского съезда. Часом позже начали приходить рапорты о разоружении белорусских отрядов и единичных лиц поляками способом «крайне возмутительным». Около полуночи польские военные отобрали у белорусов арсенал на ул. Московской (по Мельхиору Ваньковичу, акцией управляли Витольд и Мельхиор Ваньковичи). На улицу, несмотря на позднюю пору, вышли толпы горожан, чтобы наблюдать за развитием событий.

### Политические действия 19 февраля
Одновременно с военными действиями белорусы и поляки начали создавать в Минске свои администрации. Независимо друг от друга были созданы Белорусская и Польская комендатуры, которые конкурировали между собой и пытались подчинить друг друга. Польская комендатура заявила, что её целью является охрана порядка в городе и охрана безопасности не только поляков, но и всех жителей. Также она распространила призыв к советским солдатам, чтобы те мирно покидали город. В ночь с 19 на 20 февраля работа была, однако, хаотичной и неорганизованной. На взгляд Стефана Жарнецкого, который в то время находился в её штаб-квартире, царил там необычный бардак (…) не с кем разговаривать.
Наиболее амбициозные политические решения приняли в то время белорусы. Исполнительный комитет Совета Всебелорусского съезда, который ранее выдал требование обрести контроль над городом, собирался превратиться в правительство, которое будет представлять всё общество белорусских земель. В связи с этим он принял постановление включить в свой состав 27 представителей Минска, 9 из провинции, по 10 представителей городских советов и земств, а также 15 представителей национальных меньшинств: 7 евреев, 4 поляков, 2 русских и по одному украинцу и литовцу. Исполком Совета Всебелорусского съезда 19 февраля 1918 года издал приказ № 1, где говорилось, что он «взял власть в свои руки». А в 22 часа Дом губернатора был занят под штаб-квартиру Совета Всебелорусского съезда, а на его балконе был вывешен бело-красно-белый флаг Белоруссии. Это был первый случай в истории, когда этот флаг попал на здание государственной администрации в Минске. Исполнительный комитет проводил там заседание всю ночь с 19 на 20 февраля.

### События 20 февраля
Вместе с развитием событий отношения между белорусскими и польскими формированиями становились все более напряжёнными, доходило до применения оружия. Тем не менее, стороны сумели избежать конфронтации, и 20 февраля было заключено формальное соглашение между Белорусской и Польской комендантурами. Скоро появился совместный призыв объединённых комендантур, который предусматривал сотрудничество для введения порядка в городе. Минск был разделён на 2 зоны. Белорусы контролировали северо-западную часть, в которой находились, между прочим, Соборная площадь (ныне площадь Свободы), Дом губернатора и отель «Европа», а поляки занимали Юго-восточную часть. Последние около полудня вкратце заняли пространство в границах улиц: Бобруйской, Коломенского переулка, Верхне-Ляховской, Нижне-Ляховской, Полицейской, Торговой, Петропавловской, Захарьевской и Бобруйской. В 15 часов поляки заняли Либаво-Роменский (Виленский) вокзал, а около электростанции, на Железнодорожном мосту и на казарменной площади произошло несколько кровавых стычек с большевиками. Белорусы определили белорусско-польскую демаркационную линию вдоль улиц: Койдановский тракт — Московская — Захарьевская — Гомельский тракт и придали белорусским военным отрядам более организованную структуру. Создан был I Белорусский полк под руководством И. Рачкевича, конные отряды возглавили Немкевич и Медведев, а командование милицией взял на себя Флориан Жданович. Однако в дальнейшем как белорусские, так и польские патрули в городе были немногочисленными. Дополнительно их ослабляла усталость, возникшая в результате акции, длившейся уже несколько десятков часов, а также 12-градусный мороз. Тем временем среди мирного населения царил энтузиазм, а жизнь проходила без изменений. Беспрепятственно работали магазины, выпускались ежедневные газеты.
Однако, кроме формального белорусско-польского договора, имели место разного рода инциденты, которые увеличивали напряжённость. Белорусы имели слабые военные силы, что привлекало поляков к нарушению договора и выжимки тех из занятых мест. Другой причиной недоразумений были случаи, когда белорусы вооружали лиц, которых поляки раньше считали большевиками и разоружили. По мнению историка Олега Латышонка, видимо, происходили даже простые стычки между белорусскими и польскими солдатами. Обе стороны боялись входа в город других большевистских отрядов, возвращавшихся на восток. Одновременно с этим поляки ожидали, что I Польский корпус успеет войти в город перед немцами. В ночь с 19 на 20 февраля польская сторона заявила, что будет обеспечивать порядок ко времени прихода войск генерала Довбор-Мусницкого, а также высказала ожидание, что ей подчинятся все национальные организации. Это вызвало возмущение белорусской стороны, считавшей I Польский корпус угрозой. Белорусы выслали полякам запрос относительно полномочий их действий и одновременно с этим позвали на помочь белорусские отряды из Витебска. И когда выяснилось, что ждать помощи не приходится, послали железнодорожный эшелон к 4-му корпусу с Румынского фронта.
20 февраля 1918 года Совет Всебелорусского съезда продолжал создавать белорусские государственные структуры в Минске. Расширенный днём ранее Исполнительный комитет объявил себя высшим органом власти в Белоруссии: Белорусским краевым представительством. Назначенный Исполкомом Совета Всебелорусского съезда комендант Минска К. Езовитов издал приказ № 1 по гарнизону о том, что немецкая армия должна увидеть спокойное мирное население, которое не хочет войны. В п. 2 приказа говорилось о введении военного положения.

### События 21 февраля
Около полуночи в ночь с 20 на 21 февраля польским военным в Минске пришла новость, что руководство I Польского корпуса отослало им на помощь два офицерских легиона, которые насчитывали около полутысячи человек. Поляки почувствовали, что их позиция в городе усиливается, и 21 февраля в 4 часа утра заняли Варшавский (Александровский) вокзал, который находился на территории белорусской зоны. Однако ни I Польский корпус, ни белорусский 4-й корпус не успели прийти в Минск перед немцами.
21 февраля Исполнительный комитет Совета I Всебелорусского съезда издал Первую Уставную грамоту к народам Белоруссии, в которой объявил себя временной властью Белоруссии. Ссылаясь на право народов на самоопределение, авторы грамоты утверждали, что власть в Белоруссии должна формироваться по воле народов, населяющих страну. Этот принцип должен осуществляться путём демократических выборов во Всебелорусский Учредительный Сейм. Исполком создал Народный Секретариат Белоруссии, а его председателем назначил Иосифа Воронко. В грамоте впервые не упоминалось об автономии и необходимости оставаться в составе федеративной России. Её текст на белорусском и русском языках был расклеены по всему Минску.
Минские поляки не признали нового белорусского правительства. Польский совет Минской земли полностью игнорировал все белорусские организации.
Тем временем в 11 часов в город вошел подъезд немецких кирасиров, а вскоре после него другие войска. Реакция на их приход была неоднозначной, преимущественно осторожной. Немцев приветствовало особенно много минских евреев. Польский совет Минской земли принял постановление приветствовать их формально и холодно, без демонстрации симпатии. Поляки вместе с представителями белорусских правых организаций сформировали приветственную делегацию, в состав которой вошли Э. Ивашкевич, И. Виткевич, и С. Нагурский, а с белорусской стороны — Роман Скирмунт и Павел Алексюк. Немцы сказали им, что приходят на просьбу генерала Довбор-Мусницкого. Белорусско-польские делегаты сочли это маловероятным, однако после некоторых сомнений решили передать немцам власть над городом, а окончательное решение оставили руководителю I Польского корпуса.

## Результаты
Поляки, занявшие большую часть Минска и вынудившие белорусов перейти к обороне, не смогли политически использовать эту акцию. Часть из них выражала удовлетворение приходом немцев и считала большевиков намного большей угрозой. Другая часть полагала, что новая оккупация будет очередным ударом для польской идентичности этой земли. Потери с польской стороны в результате акции были небольшими — погиб один офицер и несколько солдат, 17 человек получили ранения.
Белорусские действия не имели реального результата, так как вся власть в Белоруссии оказалась в руках командования немецкой армии. 22 февраля оно приказало польским подразделениям покинуть Минск, а белорусским — сложить оружие. Чтобы не осложнять отношения с Россией, немцы не признали белорусского правительства, заняли штаб-квартиру Народного Секретариата, реквизировали его имущество, сбросили со зданий белорусские национальные флаги и запретили чиновникам покидать город. Однако в конце февраля дошло до переговоров между Секретариатом и немецкой военной администрацией, в результате которых оккупанты признали правительство Воронко представительством белорусского населения. Немцы позволили Секретариату вести легальную деятельность на территории Минщины, главным образом в области создания местной администрации, школы и издательского дела.
События в Минске 19-21 февраля 1918 года были одним из первых реальных успехов представителей белорусского национального движения, а также одним из первых случаев, когда белорусские военные формирования высказали инициативу, начали борьбу и выполнили свои обязанности. Политические решения, которые тогда были приняты — создание первого белорусского правительства, Народного Секретариата — сильно помогли дню рождения и формированию белорусской государственности. Последствием этого было провозглашение независимости Белорусской Народной Республики 25 марта 1918 года.
С первых дней немецкой оккупации подпольную деятельность развернули большевистские организации. 28 февраля 1918 года в Минске по инициативе группы большевиков состоялось нелегальное собрание, на котором выбран Минский подпольный комитет, реорганизованный в апреле 1918 в Минский подпольный районный комитет РКП(б). В Декларации «К белорусским рабочим и крестьянам», принятой 14 апреля 1918 года II съездом Советов Западной области, провозглашение независимости БНР квалифицировалось как контрреволюционная акция, а те, кто добивался реализации её государственного суверенитета, — как «враги советской социалистической власти». Главным содержанием тактики большевиков оставались силовые приемы борьбы